# Karolos Papoulias
Karolos Papoulias [ˈkarolos paˈpuʎas] (Grieks: Κάρολος Παπούλιας) (Ioannina, 4 juni 1929 – Athene, 26 december 2021) was een Grieks politicus,  Van 1985 tot 1989 en van 1993 tot 1996  was hij minister van Buitenlandse Zaken. Hij was de president van Griekenland van 12 maart 2005 tot 13 maart 2015, waarna hij werd opgevolgd door Prokopis Pavlopoulos.

## Leven en werk
Papoulias is de zoon van de generaal-majoor Gregorios Papoulias. Hij heeft rechten gestudeerd aan de Universiteit van Athene en de Universiteit van Milaan en is gepromoveerd in het internationaal privaatrecht aan de Universiteit van Keulen. Hij was actief in het verzet tijdens de Tweede Wereldoorlog en was een van de oprichters van de Panhelleense Socialistische Beweging (PASOK).
Papoulias is lang lid geweest van het parlement en vervulde diverse bestuurlijke functies. Toen PASOK in 1981 aan de macht kwam, werd hij onderminister van Buitenlandse Zaken onder Andreas Papandreou. Vanaf 1985 tot 1989 was hij minister van Buitenlandse Zaken. Zelf afkomstig uit Epirus, besteedde hij veel aandacht aan verbetering van de betrekkingen met Albanië. Voor de Grieken hing daarbij veel af van verbetering van de leefsituatie van de etnische Grieken in het zuiden van Albanië, door Athene 'Noord-Epirus' genoemd. De Griekse regering kondigde op 28 augustus 1987 haar besluit aan de sinds 1940 heersende staat van oorlog met Albanië op te heffen.
Papoulias keerde in 1993 terug als minister van Buitenlandse Zaken. In deze periode viel Joegoslavië uiteen, en verklaarde Macedonië zich onafhankelijk. Dit leidde tot heftige reacties van de PASOK-regering, die de naam Macedonië reserveerde voor de eigen noordelijke provincie. Ook de ster op de vlag van de jonge staat behoorde volgens het kabinet-Papandreou tot het Griekse erfgoed. Papoulias had grote moeite om internationaal begrip te krijgen voor de woede van zijn volk. Uiteindelijk wist hij met de regering van Macedonië, door hem consequent de 'republiek Skopje' genoemd, tot een akkoord te komen.
Op 8 februari 2005 koos het parlement hem met 279 van de 300 stemmen tot staatshoofd, en op 12 maart volgde hij Konstandinos Stefanopoulos op als president van Griekenland. Op 3 februari 2010 werd hij herkozen met 266 stemmen.
De president van Griekenland wordt gekozen op voordracht van de premier. Er zijn geen tegenkandidaten, wel geldt een stemmenminimum van twee derde. Als na drie stemrondes geen president is gekozen, volgen nieuwe parlementsverkiezingen. Om die reden steunde Papoulias' eigen partij de PASOK, op dat moment in de oppositie, aanvankelijk in 2009 zijn herverkiezing niet. De partij hoopte zo verkiezingen te forceren. Toen die er om andere redenen in het najaar van 2009 toch kwamen, was de weg vrij voor een tweede termijn.
Tijdens de financiële crisis in november 2011 speelde de president een belangrijke rol bij de vorming van een overgangsregering op brede basis onder leiding van Loukas Papadimos. De onderhandelingen tussen vertrekkend premier Giorgos Papandreou, Giorgios Karatzaferis en oppositieleider Andonis Samaras vonden plaats in zijn werkkamer.
In mei en juni 2012 trad de president opnieuw op de voorgrond. Na de parlementsverkiezingen van 9 mei slaagden de leiders van de twee grootste partijen er niet in een nieuwe regering te vormen. Daarna voerde Papoulias enkele dagen besprekingen met alle partijen, maar ten slotte moest hij besluiten tot nieuwe verkiezingen op 17 juni. Die leverden een meerderheid op voor een regering van Nea Dimokratia met steun van Pasok en het kleine DIMAR. De nieuwe premier Antonis Samaras kreeg echter een netvliesloslating en moest na een oogoperatie rust houden. Omdat hij op de top van Europese regeringsleiders niet kon worden vertegenwoordigd door een minister, leidde president Papoulias de Griekse delegatie. Hij vroeg de Europese leiders om wat meer geduld met de Grieken maar kreeg de boodschap mee naar huis, dat zijn land de afgesproken bezuinigingen volgens schema moest doorvoeren.

## Persoonlijk leven
Papoulias was getrouwd met Maria Papoulias-Panou en had drie dochters. Naast Grieks sprak hij Duits, Frans en Italiaans. 
Hij overleed op 92-jarige leeftijd.